# بيرسونا 4
بيرسونا 4 (بالٳنجليزية: Persona 4)، والمعروفة أيضًا باسم شين ميغامي تينسي: بيرسونا 4، هي لعبة فيديو تقمص الأدوار تم طورتها ونشرتها شركة أتلس. وهي الجزء الخامس في سلسلة بيرسونا، وهي نفسها جزء من سلسلة ألعاب ميغامي تينسي الخاصة بنفس الشركة، وتم إصدارها لأجهزة البلاي ستيشن 2 في اليابان في يوليو 2008، وبأمريكا الشمالية في ديسمبر 2008، وأوروبا في مارس 2009. وتم إصدارها على جهاز بلاي ستيشن 3 في أبريل 2014. تدور أحداث لعبة بيرسونا 4 في ريف ياباني خيالي وترتبط بشكل غير مباشر بألعاب بيرسونا سابقة. بطل الرواية الذي يحمل اسم يو ناروكامي هو طالب في المدرسة الثانوية انتقل إلى الريف من المدينة. وخلال إقامته التي استمرت لمدة عام، شارك في التحقيق بجرائم القتل الغامضة مع تسخير قوة استدعاء بيرسونا. تتميز اللعبة بنظام التنبؤ بالطقس مع الأحداث التي تحدث في الأيام الضبابية ليحل محل نظام مراحل القمر المطبق في الألعاب السابقة.
قصة بيرسونا 4 مستوحاة من أحد أعمال الروائيين الغامضين والتي تتحدث عن مهمات ٳكتشاف أسرار جرائم القتل. وكان المكان الريفي في القصة مبنيًا على بلدة تقع على مشارف جبل فوجي ويقصد به أن تكون «مكانًا لا مكان فيه» وهو المكان المركزي لجعل اللاعبين يتعاطفون مع الحياة اليومية للشخصيات. وأضاف المطورون العديد من الأحداث داخل اللعبة لمنع اللعبة من أن تصبح قديمة. وأثناء الترجمة، تم إجراء العديد من التعديلات على الأسماء والمراجع الثقافية للحفاظ على التأثير من خلالها، ولكن تم تغيير أو إزالة بعض المراجع الثقافية اليابانية. كان إطلاق اللعبة في اليابان مصحوبًا ببضائع مثل أزياء وإكسسوارات الشخصيات. وتم إصدار حزمة أمريكا الشمالية للعبة مع قرص مضغوط به موسيقى مختارة من اللعبة، وعلى عكس بيرسونا 3، احتوت الحزمة الأوروبية أيضًا على قرص مضغوط صوتي. كتب شوجي ميغورو موسيقى اللعبة، وأداها شيهوكو هيراتا.
تلقت بيرسونا 4 الإشادة من النقاد، مع الثناء على طريقة اللعب والسرد والشخصيات والموسيقى. تعتبر أيضًا واحدة من أعظم الألعاب في كل العصور. وقد تم إصدار نسخة محسّنة من اللعبة تسمى بيرسونا 4 جولدن لجهاز بلاي ستيشن فيتا في عام 2012، والويندوز في عام 2020. وقد تم إنتاج العديد من إصدارات المانجا والرويات الخفيفة. وتم ٳنتاج أنمي بواسطة شركة أنمي إنترنشنل تحت ٳسم بيرسونا 4 ذي أنيميشن، وبدأ البث في اليابان بأكتوبر سنة 2011، بالٳضافة ٳلى الأنمي بيرسونا 4 جولدن وبثٌ في يوليو سنة 2014. أنتجت اللعبة أيضًا لعبتي قتال جانبية، بيرسونا 4 أرينا وبيرسونا 4 أرينا أولتيماكس، بالإضافة إلى لعبة الإيقاع، بيرسونا 4 الرقص طوال الليل.

## التطوير
وفقًا لمدير اللعبة كاتسورا هاشينو، لم يبدأ التطوير على لعبة بيرسونا 4 في اليابان إلا بعد إصدار بيرسونا 3، رغم أنه تم طرح الفكرة قبل ذلك بمدة. وتألف فريق التطوير من فريق بيرسونا 3 والتعيينات الجديدة التي تضمنت معجبين بيرسونا 3. كانت شركة أتلس تهدف إلى تحسين كل من طريقة اللعب وعناصر القصة في اللعبة الجديدة، ولضمان عدم اعتبارها بمثابة تجديد لسابقتها. قال هاشينو «إنه لتحقيق ذلك، حاولنا أن نعطي لاعبي بيرسونا 4 هدفًا محددًا وإحساسًا بالهدف الذي سيظل يحفزهم أثناء لعبهم خلال اللعبة. كانت مؤامرة القتل الغامضة طريقتنا في القيام بذلك.» قصة اللعبة كانت مستوحاة بشكل كبير، حسب هاشينو، من روائيين غامضين مثل السير آرثر كونان دويل، وأجاثا كريستي وسيشي يوكوميزو. تم الكشف عن بيرسونا 4 رسميًا في مجلة الألعاب اليابانية فاميتسو في مارس سنة 2008. تناول المقال في هذا العدد بالتفصيل فرضية لغز جريمة القتل، والإعداد الريفي، ونظام توقعات الطقس الجديد في اللعبة. وتم الإعلان عن تاريخ إصدار اللعبة في أمريكا الشمالية في معرض أنمي إكسبو لعام 2008 في لوس أنجلوس، كاليفورنيا. ولم تصنع أتلس قرصًا إضافيًا أو حلقة ختامية لبيرسونا 4، كما حدث مع بيرسونا 3 فيس. وسمحت بيرسونا 4 للاعبين بالتحكم الكامل في الشخصيات في المعركة. كان هذا بسبب التعليقات السلبية من اللاعبين حول أن معظم الشخصيات في اللعبة السابقة يتحكم فيها من طرف الذكاء الاصطناعي. وكانت كمية البيانات التي انتهى بها الأمر إلى دمجها حول الحياة المدرسية والعلاقات الشخصية والحوار بين الشخصيات كبيرة جدًا لدرجة أن هناك مخاوف من عدم احتوائها على قرص واحد. وقد تم إنتاج مشاهد الأنمي بواسطة استوديو هيباري.
يعتمد تصميم إينابا التي تدور فيها قصة اللعبة على بلدة تقع في ضواحي جبل فوجي. كان تصميمها الريفي مصدر نزاع بين مطوري بيرسونا 4، حيث كان لكل موظف صورته الخاصة عن البلدات الريفية، وفقًا للمدير كاتسورا هاشينو. وذهب الطاقم بأكمله للبحث عن ٳستراتيجية لتحديد تصميم إينابا المناسب. بحيث لا يجب أن تمثل بلدة ريفية بها مناطق جذب سياحي، بل وجب أن تمثل مكانًا لا مكان فيه أي بلدة غير بارزة. وصف هاشينو البلدة بأنها «في السراء والضراء... مدينة عادية». وعلى عكس ألعاب تقمص الأدوار الأخرى، والتي قد تحتوي على عوالم كبيرة للاعب لٳستكشافها، تحدث لعبة بيرسونا 4 في الغالب في بلدة إينابا. أدى هذا إلى خفض تكاليف التطوير، ومكّن أتلس من توسيع أجزاء أخرى من اللعبة في المقابل. يسمح الإعداد المركزي أيضًا للاعبين بالتفاعل مع الحياة اليومية التي تمر في اللعبة. ولمنع النمط من أن يصبح قديمًا، أنشأ فريق التطوير عددًا محددًا من الأحداث داخل اللعبة لإبقاء اللعبة مثيرة. وكان اختيار الشخصيات الأسطورية اليابانية لشخصيات الشخصيات على عكس الآلهة اليونانية والرومانية المستخدمة في الألعاب السابقة مستوحى بشكل مباشر من النمط الجديد. وكان اختيار الشخصيات الأسطورية اليابانية في بيرسونا 4 مقابل الآلهة اليونانية والرومانية المستخدمة في الألعاب السابقة مستوحى بشكل مباشر من هذا النمط الجديد. كان لدى فريق التصميم قدر كبير من الحرية الإبداعية أثناء إنشاء الشخصيات، لأنه على الرغم من أن الآلهة اليابانية لها سمات شخصية محددة جيدًا، إلا أن مظاهرها غير محددة تقليديًا. وتم إنشاء كائنات الظلال بواسطة هاشيرو بدون استشارة خارجية، غير أنه حصل على مساعدة في ٳنشاء ٳناث كائنات الظلال.
على الرغم من عيشها في الريف، تم تصميم شخصيات بيرسونا 4 لتبدو طبيعية ومثل طلاب المدارس الثانوية الحديثة، وفقًا لرئيس التحرير نيش ماراجوس. ففي البداية، كتب فريق الممثلين في اللعبة على أن الشخصيات تبود ريفية أكثر مما هو مطلوب حقًا، رغم أنها تعيش في مكان ليس منطقة حضرية كبرى. وأثناء إجراء مقابلات مع أعضاء فريق تطوير بيرسونا 4، أشار أندرو فيتش محرر موقع وان آب دوت كوم إلى أن الشخصيات من المدينة يوسوكي والبطل لديهما شعر أكثر أناقة من الشخصيات الأخرى، والسبب هو ٳستخدم المدير الفني شيغينوري سوجيما قصات الشعر مختلفة للتمييز بين الشخصيات القادمة من المدينة مقابل الشخصيات الريفية. ومع يوسوكي على وجه الخصوص، تم ٳعطائه ٳضافات، مثل سماعات الرأس والدراجة، للتوضيح أنه من المدينة.

## القصة
في 11 أبريل سنة 2011، وصل البطل إلى إينابا للعيش مع عائلة دوجيما، المكونة من عمه ريوتارو وابن عمه ناناكو، لمدة عام واحد، حيث يعمل والديه في الخارج. بعد وصوله مباشرة، عُثر على مذيعة تلفزيونية ميتة، وجسدها معلق من هوائي. وتم العثور على ساكي كونيشي، طالبة المدرسة الثانوية التي اكتشفت الجثة، ميتة في وقت لاحق، معلقة مقلوبة أعلى عمود الهاتف. بعد دخول البطل وأصدقاؤه إلى عالم التلفزيون عن طريق الخطأ، يواجهون تيدي، الذي يساعدهم على التنقل بحرية بين التلفزيون والعالم الحقيقي. بحيث كانوا يوقظون قدراتهم الشخصية، مدركين أن جرائم القتل تنبع من هجمات الظلال، وهي كائنات أصلية في عالم التلفزيون تم إنشاؤها من المشاعر المكبوتة للبشر، واصبحوا قادرين على إنقاذ العديد من الضحايا المحتملين. يبدأ يوسوكي وشي ويوكيكو وكانجي وريس وتيدي بقبول الطرف السيء منهم والذي ظلوا يرفضونه طوال حياتهم، ويظهر هذا الطرف كظلال عملاقة في عالم التلفزيون، مما يسمح لهم باستخدام البيرسوناس بحيث ينضم كل منهم إلى المجموعة لٳنقاذ سكان البلدة من هذه المخلوقات. ميتسو كوبو، طالب من مدرسة ثانوية أخرى يختفي بعد وفاة كينشيرو موروكا، مدرس الصف لبطل الرواية، يدعي الفضل في كشفه لجرائم قتل سابقة. وقد عُلم في النهاية أن كوبو هو من قتل موروكا فقط ولم يلعب أي دور في جرائم القتل الأخرى، وقام بهذه الجريمة لمجرد الحصول على الفضل في جرائم القتل الأخرى. يتم أيضًا إنقاذ ناوتو شيروجان، وهو محقق برينس ذائع الصيت يحقق في القضية، ويكتسب شخصية في البيرسوناس، وينضم إلى المجموعة التي علمت فيما بعد أنه في الواقع فتاة تحمل هوية ذكورية لتجنب تمييز الشرطة على أساس الجنس.
وصلت الأحداث إلى ذروتها عندما يَتهم ريوتارو دوجيما بطريق الخطأ بطل الرواية بالتورط في جرائم القتل. يتم اختطاف ناناكو أثناء استجواب البطل، مما دفع ريوتارو للانخراط في مطاردة بالسيارات مع الجاني. تنتهي حيث تتحطم سيارتيهما، ويهرب الخاطف مع ناناكو عبر جهاز تلفزيون في شاحنته، ويعهد ريوتارو المصاب بجروح خطيرة بإنقاذها وٳعادته إلى المجموعة. بدأت المجموعة بتعقب الجناة في عالم التلفزيون. الجاني تارو ناماتامي، يتحول ٳلى كونينو ساجيري ويهاجمهم لكنه يهزم، ويتم نقله هو وناناكو إلى مستشفى إينابا. أثناء إقامة ناناكو في المستشفى، ٳستمر الضباب في العالم الحقيقي، مما تسبب في زيادة الذعر بين سكان إينابا. وبينما تسوء حالة ناناكو المصابة، تتهم المجموعة بشراسة ناماتامي، ويظهر ظل على هيئة ناماتامي على قناة منتصف الليل لإقناع المجموعة المدمرة والضعيفة عاطفيًا بالتخلص منه ورميه في التيلفزيون. وبصفته بطل اللعبة، يجب على اللاعب مساعدة الآخرين على إدراك أن ناماتامي ليس القاتل من خلال الإشارة إلى عدم وجود دافع مناسب، وبالتالي العمل على تحديد أن تورو أداتشي مساعد ريوتارو، هو القاتل الحقيقي. قرار رمي ناماتامي في التلفزيون يؤدي إلى موت ناناكو، بينما تجنيبه سيؤدي إلى نجاتها بأعجوبة. يؤدي الفشل في استنتاج هوية القاتل الحقيقي إلى عدم حل اللغز. ويؤدي قتل ناماتامي أو الفشل في حل اللغز إلى ظهور الضباب المتكرر بشكل دائم، والذي سيؤدي في النهاية إلى زوال البشرية.
بعد تحديد الجاني على أنه تورو أداتشي، تلاحقه المجموعة وتضعه في عالم التلفزيون. يوضح أداتشي أن أفعاله كانت بسبب الملل والاعتقاد بأن الإنسانية أفضل حالًا في تصديق ما تريد، وقد رفضت المجموعة ٳدعاءاته بٳعتبارها كلام من مجرد مجنون. بعد محاربة أداتشي، يسيطر عليه امينو ساجيري، والذي يكشف أن الضباب ضار بالناس وسيؤدي في النهاية إلى سقوط البشرية في حالة دائمة من الجهل والتحول إلى الظلال. وبعد هزيمة أداتشي، وافق على رفع الضباب، مهنئًا المجموعة على عزمهما، ووافق على تحمل مسؤولية أفعاله وتسليم نفسه. تنتقل اللعبة بعدها إلى اليوم الذي يسبق أن سفر بطل الرواية إلى المنزل. إذا عاد اللاعب إلى إقامة دوجيما، تنتهي اللعبة بطرد الطرف المظلم لبطل الرواية عندما يغادر بلدة إينابا. بدلاً من ذلك، إذا كان اللاعب قادرًا على تحديد السبب غير المبرر لظهور قناة منتصف الليل ومحاولة حل عنصر الحبكة هذا، يجتمع البطل مع الطرف المظلم، ويقرران معًا حل هذه القضية إلى النهاية.
يواجه بطل الرواية مضيفة محطة الوقود مرة أخرى والتي واجهها في بداية اللعبة، وتكشف عن نفسها بأنها إيزانامي المرشدة، وهي وراء الأحداث الغامضة في اللعبة. يتم التعرف على سبب تكرار الضباب في البلدة كمحاولة لخلق عالم من الوهم من خلال دمج عالم التلفزيون مع العالم البشري، كل ذلك من أجل الإنسانية حسب كلامها. تتعقب المجموعة إيزانامي داخل عالم التلفزيون وتقاتلها، لكنهم في البداية لم يكونوا قادرين على الفوز. فيُمنح بطل الرواية المهزوم قوة من الروابط التي أقامها مع من حوله، وبهذه القوة توقظ شخصية جديدة تسمى «ٳيزاناغي نو أوكامي» والتي يستخدمها لهزيمة ٳيزانامي. بعد بذلك، يتم إزالة الضباب في كل العالم، ويتم استعادة عالم التلفزيون إلى شكله الأصلي. تنتهي اللعبة في اليوم التالي بإرسال الطرف المظلم للبطل ٳلى عالمه، وبعد كل هذه الأحداث، يصور مشهد للمجموعة وهم مصممين على البقاء أصدقاء إلى الأبد، هذا بينما يفحص البطل صورة للحفل الأخير.

## اللعب
تمزج لعبة بيرسونا 4 أسلوب لعب تقمص الأدوار التقليدي مع محاكاة الحياة الواقعية. يتحكم اللاعب في بطل اللعبة، وهو صبي مراهق تتم تمسيته من قبل اللاعب، يأتي إلى بلدة إينابا لمدة عام. يتم تقسيم طريقة اللعب بين العالم الحقيقي لإينابا، حيث يقوم بطل الرواية بحياته اليومية، وعالم التلفزيون الغامض، حيث تنتظر العديد من الأبراج المحصنة المليئة بالوحوش المعروفة باسم الظلال. وباستثناء الأحداث المكتوبة، مثل تقدم الحبكة أو الأحداث الخاصة، يمكن للاعبين اختيار قضاء يومهم كما يحلو لهم، سواء كان ذلك من خلال المشاركة في العديد من أنشطة العالم الحقيقي، مثل الانضمام إلى النوادي المدرسية أو الحصول على وظائف بدوام جزئي أو قراءة الكتب، أو ٳستكشاف الأبراج المحصنة في عالم التلفزيون الغامض لٳكتساب الخبرة والعناصر. يتم تقسيم الأيام إلى أوقات مختلفة من اليوم، وأكثرها تكرارًا هي ما بعد المدرسة بالنهار والمساء، حيث تأخد معظم الأنشطة وقتًا للمضي قدمًا في اليوم. تكون بعض الأنشطة محدودة اعتمادًا على الوقت من اليوم وأيام الأسبوع والطقس، مع عدم توفر معظم الأنشطة المسائية إذا زار اللاعب عالم التلفزيون الغامض في ذلك اليوم. علاوة على ذلك، قد تكون بعض الأنشطة وخيارات الحوار مقيدة بالسمات الخمس للبطل، وهي الفهم والاجتهاد والشجاعة والمعرفة والتعبير، والتي يمكن زيادتها من خلال أداء بعض الأنشطة التي تبنيها. في حين أن للاعب الحرية في اختيار كيفية قضاء وقته، إذا فشل في إنقاذ شخص محاصر في عالم التلفزيون بحلول الوقت الذي يظهر فيه الضباب في المدينة، والذي يحدث بعد عدة أيام من الأمطار المتتالية، فسيتم قتل هذا الشخص بسبب الظلال وستنتهي اللعبة، مما يجبر اللاعب على العودة إلى الأسبوع السابق. مع تقدم اللعبة، يشكل بطل الرواية صداقات مع شخصيات أخرى تُعرف باسم «الروابط الاجتماعية»، والتي يمثل كل منها أحد الشخصيات الرئيسية الأركان الكبرى [الٳنجليزية]. مع تقوية هذه العلاقات، تزداد «الروابط الاجتماعية» في المستوى، والتي تمنح مكافآت عند إنشاء شخصيات جديدة في غرفة المخملية. بالإضافة إلى ذلك، فإن تقوية الروابط الاجتماعية مع أعضاء المجموعة الأساسية يمنحهم قدرات إضافية، مثل القدرة على تنفيذ هجوم متوالي أو قدرة إضافية لشخصيتهم.

### المعارك
داخل عالم التلفزيون، يقوم اللاعب بتجميع مجموعة تتكون من البطل وما يصل إلى ثلاث شخصيات أخرى، لاستكشاف الأبراج المحصنة التي تم إنشاؤها عشوائيًا، والتي كل منها مصمم حول الضحية التي تم اختطافها في العالم الحقيقي. في كل طابق من البرج المحصن، قد يجد اللاعب الظلال المتجولة التي وجب قتالها، بالإضافة إلى صناديق الكنوز التي تحتوي على عناصر ومعدات. يتقدم اللاعبون عبر طوابق البرج من خلال إيجاد السلالم في مكان ما في كل طابق للتقدم إلى الطابق التالي، وفي النهاية يصلون إلى الطابق الأخير حيث ينتظرهم العدو الرئيسي. يدخل اللاعب المعركة عند ملامسته للظل، ويمكن للاعب الحصول على ميزة تمكنه من مهاجمة الظلال من الخلف، في حين أن الهجوم من الخلف يمنح العدو ميزة معاكسة. على غرار نظام 'Press Turn' المستخدم في ألعاب ميغامي تينسي الأخرى، تعتمد المعارك على شخصيات تقاتل الأعداء بٳستخدام الأسلحة المجهزة، أو العناصر، أو المهارات الخاصة للشخصيات. وبصرف النظر عن بطل الرواية، الذي يتم التحكم فيه بشكل مباشر، يمكن إعطاء الشخصيات الأخرى إما أوامر مباشرة أو تعيين تكتيكات التي يطبقها الذكاء الاصطناعي على هذه الشخصيات في المعركة. إذا فقد بطل الرواية كل ما لديه من نقاط الحياة، تنتهي اللعبة، وتعاد الشخصيات إلى العالم الحقيقي.

## روابط خارجية
- الموقع الرسمي